# ژان کوسمات
ژان کوسمات (فرانسوی: Jean Cosmat‎؛ ۳ ژوئیه ۱۹۱۰ – ۲۹ مارس ۲۰۱۰) قایقران روئینگ اهل فرانسه بود.
وی در مسابقات کشوری و بین‌المللی در مجموع برندهٔ ۱ مدال نقره، ۱ مدال برنز شده‌است.